# دينيس ستوف
دينيس ستوف هو مغني أوكراني ولد في 4 مايو 1992.

## روابط خارجية
دينيس ستوف على موقع ميوزك برينز (الإنجليزية)